# Pierre Jean Marie Delavay

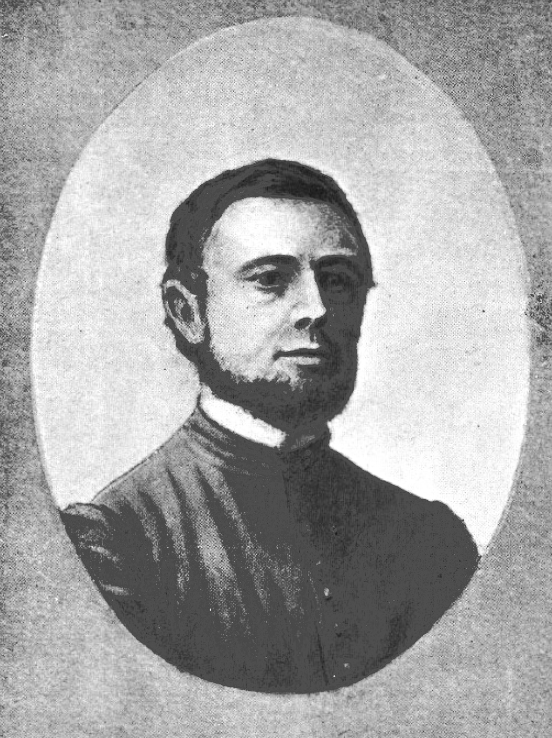
Jean-Marie Delavay

Pierre Jean Marie Delavay (* 28. Dezember 1834 in Les Gets; † 31. Dezember 1895 in Yunnan-fu in China) war ein französischer Jesuit, Missionar, Entdecker und Botaniker, der im Kaiserreich China wirkte. Sein offizielles botanisches Autorenkürzel lautet „Delavay“.

## Leben und Wirken
Delavay war Jesuit. Er wurde im Jahr 1867 nach China geschickt, wo er zuerst in der Provinz Guangdong arbeitete. Später zog er nach Kunming in Yunnan, wo er bis zu seinem Tod blieb. Neben seiner Tätigkeit als Missionar war er ein begeisterter Sammler von Pflanzen. Seine Sammlung umfasste bei ihrem Abschluss über 200.000 Einzelpflanzen. Delavay schickte sein Herbarium nach Paris an das Muséum national d’histoire naturelle, wo es von Adrien René Franchet bearbeitet wurde. Dieser konnte mit Hilfe der Sammlung über 1500 neue Arten erstbeschreiben.

## Ehrungen
Die Pflanzengattung Delavaya in der Familie der Seifenbaumgewächse (Sapindaceae) wurde zu seinen Ehren benannt.
Daneben sind die Artepitheta mehrerer Pflanzenarten nach ihm benannt: Delavays Liguster (Ligustrum delavayanum), Delavays Tanne (Abies delavayi), die Magnolienart Magnolia delavayi, Incarvillea delavayi, Thalictrum delavayi, eine Wiesenraute und Delavays Pfingstrose (Paeonia delavayi).
Der Jardin botanique du Père Delavay in seinem Geburtsort Les Gets ist nach ihm benannt.